# Vashti Cunningham
Vashti Maureen Cunningham (Las Vegas, 18 de enero de 1998) es una deportista estadounidense que compite en atletismo, especialista en la prueba de salto de altura.
Ganó una medalla de bronce en el Campeonato Mundial de Atletismo de 2019 y dos medallas en el Campeonato Mundial de Atletismo en Pista Cubierta, oro en 2016 y plata en 2018.
Participó en dos Juegos Olímpicos de Verano, en los años 2016 y 2020, ocupando el sexto lugar en Tokio 2020 en el salto de altura.

## Palmarés internacional
| Campeonato Mundial                   | Campeonato Mundial        | Campeonato Mundial | Campeonato Mundial |
| Año                                  | Lugar                     | Medalla            | Prueba             |
| ------------------------------------ | ------------------------- | ------------------ | ------------------ |
| 2019                                 | Doha (Catar)              | Medalla de bronce  | Salto de altura    |
| Campeonato Mundial en Pista Cubierta |                           |                    |                    |
| Año                                  | Lugar                     | Medalla            | Prueba             |
| 2016                                 | Portland (Estados Unidos) | Medalla de oro     | Salto de altura    |
| 2018                                 | Birmingham (Reino Unido)  | Medalla de plata   | Salto de altura    |